# Dan Benishek
Daniel Joseph Benishek, dit Dan Benishek, né le 20 avril 1952 à Iron River (Michigan) et mort le 15 octobre 2021 à Crystal Falls (Michigan, États-Unis), est un homme politique américain, membre du Parti républicain et élu du Michigan à la Chambre des représentants des États-Unis de 2011 à 2017.

## Biographie
Dan Benishek suit des études de médecine à l'université du Michigan, dont il sort diplômé en 1978. Il devient alors chirurgien.
En 2010, il se lance en politique et se présente à la Chambre des représentants des États-Unis dans le 1er district du Michigan, qui comprend la péninsule supérieure et le Nord de l'État. Il compte affronter le démocrate sortant, Bart Stupak, élu depuis neuf mandats. Stupak annonce cependant sa retraite, notamment en raison de son implication dans l'adoption du controversé Patient Protection and Affordable Care Act. Soutenu par le Tea Party, Benishek remporte la primaire républicaine en battant de 15 voix le sénateur Jason Allen. Porté par la vague républicaine nationale, il est élu représentant avec 51,9 % des suffrages face à l'ancien représentant d'État Gary McDowell (40,9 %). En 2012, il affronte à nouveau McDowell dans une élection serrée. Il est réélu de justesse en rassemblant 48,1 % des voix contre 47,6 % pour le démocrate.
Il est réélu pour un troisième mandat en 2014. Il bat l'ancien shérif du comté de Kalkaska Jerry Cannon avec 52,1 % des suffrages (contre 45,3 %).
Lors de son élection en 2010, Benishek avait promis de ne pas servir plus de trois mandats. Il revient sur sa promesse en mars 2015, avant d'annoncer en septembre qu'il n'est finalement pas candidat aux élections de 2016,.

## Positions politiques
Dan Benishek est un républicain conservateur. Il souhaite diminuer l'intervention du gouvernement et les impôts, en s'opposant à ce qu'il appelle l'« agenda socialiste » de Barack Obama. Il soutient le droit de porter une arme à feu, s'oppose à l'avortement et souhaite durcir les lois sur l'immigration.

## Historique électoral

### Chambre des représentants
| Année | Dan Benishek | Dém    | Lib   | Vert  | Ind   | CP    |
| ----- | ------------ | ------ | ----- | ----- | ----- | ----- |
| Année |              |        |       |       |       |       |
| 2010  | 51,9 %       | 40,9 % | 1,1 % | 0,9 % | 3,4 % | 1,8 % |
| 2012  | 48,1 %       | 47,6 % | 3,1 % | 1,2 % | —     | —     |
| 2014  | 52,1 %       | 45,3 % | 1,5 % | 1,1 % | —     | —     |